# Brad Childress
Brad Childress, detto Chilly (Aurora, 27 giugno 1956), è un allenatore di football americano statunitense.

## Nella NFL
Stagioni: 1999 alla 2002
Ha iniziato la sua carriera nella NFL con i Philadelphia Eagles come allenatore dei quarterback.
Stagioni: dalla 2003 alla 2005
Ha assunto il ruolo di coordinatore offensivo.
Stagione 2006
È passato ai Minnesota Vikings con il ruolo di allenatore capo. Ha chiuso la stagione con 6 vinte e 10 perse.
Stagione 2007
Ha chiuso con 8 vittorie e 8 sconfitte.
Stagione 2008
Ha vinto per la prima volta la Division North della NFC con il record di 10 vinte e 6 perse, poi è stato eliminato al Wild Card Game dai Philadelphia Eagles.
Stagione 2009
Ha vinto per la 2 volta la Division North della NFC con il record di 12 vinte e 4 perse, poi è stato eliminato al NFC Championship dai New Orleans Saints.
Stagione 2010
Purtroppo dopo un inizio molto negativo con il record di 3 vinte e 7 perse, il 22 novembre è stato esonerato.
Stagione 2012
Il 27 gennaio 2012 è diventato il coordinatore dell'attacco dei Cleveland Browns.